# Pseudoprionus bienerti
Pseudoprionus bienerti är en skalbaggsart som först beskrevs av Lucas Friedrich Julius Dominikus von Heyden 1885.  Pseudoprionus bienerti ingår i släktet Pseudoprionus och familjen långhorningar.
Artens utbredningsområde är Iran. Inga underarter finns listade i Catalogue of Life.